# Jorge de Benavente
Jorge de Benavente y Macoaga (Ayata, Imperio español; 21 de abril de 1784 - Lima, 10 de marzo de 1839) fue un sacerdote católico nacido en la actual Bolivia y que fue el 18.º Arzobispo de Lima (1834-1839). Ocupó el arzobispado limeño tras catorce años de haber estado vacante, por lo que su misión fue el restablecimiento de la jerarquía eclesiástica, así como la restauración de la infraestructura y los servicios religiosos. Fomentó también la formación sacerdotal. En su periodo se realizaron las beatificaciones de Juan Masías y Martín de Porres, acontecimiento que fue celebrado con gran júbilo en el Perú (1837). Falleció víctima de una enfermedad repentina.

## Biografía

### Formación
Miembro de una familia de la elite de Puno, fue hijo del coronel Pedro Benavente y de María Isabel Macoaga. Hermano de José Sebastián de Benavente y Macoaga, que fue oficial del Ejército Real del Perú destacado en el Alto Perú en los años 1810; y de Victoria Hermengilda de Benavente, que fue madre de José Rufino Echenique Benavente, el mismo que llegó a ser presidente del Perú de 1851 a 1855.
Estudió en el Colegio Carolino de La Paz y en el Colegio de la Purísima Concepción de Arequipa. Posteriormente se trasladó al Cuzco para estudiar Leyes y Cánones en la Universidad de San Antonio Abad.
Fue en el Cuzco donde decidió seguir la carrera religiosa. Ofició de secretario del obispo Bartolomé María de las Heras, y cuando este prelado fue nombrado arzobispo de Lima, le siguió en calidad de familiar.
El 11 de marzo de 1807 se graduó de bachiller en Cánones en la Universidad Mayor de San Marcos. El 8 de julio de 1811 se recibió de abogado ante la Real Audiencia de Lima; y en 1812 se doctoró en Teología en San Marcos. En ese mismo año pasó a ser catedrático de Prima de Leyes, puesto en el que se mantuvo hasta 1830.

### Sacerdocio
Recibió las órdenes sagradas de manos del arzobispo Las Heras, el 2 de abril de 1808. De manera sucesiva fue párroco interino de Santa Ana en Lima, de Bellavista y de San Jerónimo de Tunán en Jauja.
En 1813 fue nombrado prosecretario del arzobispado. En 1815 se incorporó al cabildo metropolitano como Medio Racionero.
En 1817 pasó a ser diputado de la junta directiva del Colegio de Abogados de Lima.
Formó parte del grupo de ilustres vecinos de la ciudad convocado por el Cabildo de Lima, a petición del Libertador José de San Martín, quienes firmaron el Acta de la Independencia del Perú, el 15 de julio de 1821.
Cuando el arzobispo Las Heras se vio obligado a dejar el país acosado por la persecución antiespañola desatada por el ministro Bernardo de Monteagudo, Benavente lo acompañó hasta el puerto de Chancay, donde el arzobispo se embarcó rumbo a España. Se dice antes de despedirse, Benavente puso en manos de Las Heras 60 onzas de oro, para los gastos de su largo viaje. Las Heras le agradeció el obsequio, y a su vez, se quitó el anillo que llevaba en el dedo y se lo dio, diciéndole: «Toma, hijo mío, este anillo, que un día llevarás honrosamente en la mano». La profecía habría de cumplirse.
En 1825 Benavente fue elevado a canónigo penitenciario en el cabildo metropolitano y fue nombrado administrador apostólico de la arquidiócesis de Lima en sede vacante.

## Arzobispo de Lima
El encargado del Poder Ejecutivo, José Braulio del Campo Redondo (primer gobierno de Agustín Gamarra), lo propuso como arzobispo de Lima el 16 de noviembre de 1833. Ya por entonces la Santa Sede había transado el patronato nacional con el gobierno peruano. El papa Gregorio XVI preconizó a Benavente como arzobispo el 23 de junio de 1834. A la espera de la llegada de las bulas, Benavente asumió el gobierno del arzobispado. Aunque el fiscal puso alguna objeción al paso de las bulas, por juzgar que algunas cláusulas se oponían al patronato nacional, finalmente se las dio curso el 20 de julio de 1835.
Benavente fue consagrado el 20 de agosto en la Catedral de Lima por el obispo del Cuzco José Calixto de Orihuela. Fue un día de regocijo para la ciudad, pues después de catorce años de estar vacante la arquidiócesis limeña, nuevamente un prelado se sentaba en el solio de Santo Toribio de Mogrovejo.

### Labor episcopal
Benavente, siendo todavía arzobispo electo, promulgó el jubileo universal concedido por el papa Gregorio XVI en 1834, fijando las condiciones para lucrarlo, esto es, desde el segundo domingo de Adviento hasta el 27 de diciembre. Como preparación al mismo, en la catedral se realizaron algunas funciones religiosas, durante las cuales destacó el clérigo y orador sagrado José Mateo Aguilar.
En abril de 1837 promulgó la visita pastoral de su arquidiócesis, que con gran entusiasmo se dispuso a emprender. Emprendió la restauración del Seminario de Santo Toribio, desarticulados por los desórdenes acaecidos durante la guerra de la Independencia y el inicio de la República.
Mientras se hacían las obras en el seminario, abrió en el convento de Santo Domingo una escuela preparatoria para los jóvenes de escasos recursos que aspiraban al sacerdocio. Promovió otras asociaciones de jóvenes, como la de San Luis de Gonzaga, que dirigía el ya mencionado José Mateo Aguilar.
También, en entendimiento con el gobierno, propugnó el retorno de los misioneros al Convento de Santa Rosa de Ocopa y la restauración de su colegio, pues durante la dictadura de Bolívar había sido cerrado.
En su tiempo llegó a Lima la noticia de que el papa Gregorio XVI ordenaba proceder a las beatificaciones de Fray Juan Masías y Fray Martín de Porres, figuras venerables que vivieron entre el siglo XVI y el siglo XVII en el Perú; el primero había nacido en España y el segundo fue un mulato criollo natural del Lima. Tal noticia fue celebrada en Lima con un repique de campanas y un te deum en la Iglesia de Santo Domingo.
Se llevó a cabo el reconocimiento de los restos de Juan Masías, enterrado en la Recoleta de Santa María Magdalena, y de los de Martín de Porres, en la capilla del Santo Cristo, o de la enfermería, en el convento de Santo Domingo; algunos huesos de uno y de otro fueron extraídos para enviarlos a Roma; por fin el 8 de agosto de 1837 se publicaba en Roma la bula de su beatificación y el 29 de octubre, bajo la cúpula de la Basílica de San Pedro se descubrían las imágenes de los dos nuevos beatos. En el Perú el júbilo fue general. Gobernaba entonces el protector Andrés de Santa Cruz. Tras una guerra fratricida y encarnizada, la nación disfrutaba, al menos, de un instante de reposo y alegría. Ambos beatos serían canonizados en el siglo XX.

### Fallecimiento
Benavente era de contextura obesa y esto debió de algún modo restarle salud. Por el año 1838, se le detectó una fístula o agujero a la altura del lado izquierdo del cuello. Fue convocado para examinarlo el médico francés Dunglas, que determinó que la fístula se originaba de un hueso cariado o infectado. Le dio un tratamiento, con el que Benavente mejoró, pero un año después, a principios de 1839, se le manifestó un tumor en la parte superior izquierda del pecho, que se determinó que era la acumulación del pus de su hueso cariado. El mismo doctor Dunglas procedió a drenar la materia infectada y el arzobispo se recuperó nuevamente.
Al poco tiempo y en plena estación calurosa, Benavente recayó una vez más, y esta vez Dunglas determinó que se trataba de una congestión cerebral. Pero se buscó otra opinión profesional y allí fue cuando intervino el doctor José Manuel Valdés, que era toda una celebridad médica de la época. Este diagnosticó pulmonía y ordenó que se le hiciera al enfermo una sangría, ante la oposición de Dunglas, que consideraba que los síntomas no coincidían con ese diagnóstico, y que tal procedimiento podría empeorarlo. Valdés no dio marcha atrás y en total se hicieron al paciente tres sangrías. Detrás de esa intransigencia rebosaba una rivalidad entre los médicos nacionales y extranjeros. Pero en vez de mejorar, Benavente se agravó, tal como lo advirtiera Dunglas. Como última opción se le permitió a Dunglas proceder con su tratamiento, pero ya era demasiado tarde. Benavente falleció el 10 de marzo de 1839.
En la autopsia realizada por el mismo Dunglas, con testigos, se determinó que la causa de la muerte del arzobispo había sido una congestión cerebral o inflamación de las meninges, es decir, lo mismo que el médico francés había diagnosticado y que no fue tomado en cuenta desde el principio. Dunglas dejó un opúsculo donde detalla todo el proceso clínico de monseñor Benavente, hasta su fallecimiento y autopsia.
El 23 de abril de 1839 se realizó su solemne funeral en la catedral de Lima, en las que pontificó el obispo titular de Alalia Francisco Javier de Luna Pizarro. La oración fúnebre la pronunció Francisco Orueta y Castrillón, entonces cura de Chiquián. Ambos serían después arzobispos de Lima.
Sus restos fueron sepultados en el Cementerio General de Lima, pero luego serían trasladados a la catedral de Lima, junto con la de otros arzobispos.